# Super FX
Super FX är en sekundärprocessor för 3D-grafik som användes i vissa spelkassetter till SNES. Chippet utvecklades av brittiska Argonaut Games på beställning av Nintendo.

## Teknologi
Super FX fungerande ungefär som en modern 3D-accelerator fast var betydligt mer primitiv i funktionsutbud och prestanda. Chippet rasteriserade polygoner till en framebuffer i kassettens RAM som sedan överfördes via DMA till SNES:ets VRAM. Rent tekniskt sett var chippet en programmerbar RISC-processor.
Nintendo hoppades att genom att använda denna så skulle folk hålla sig till Super Nintendo-konsolen ett litet tag till, och låta bli att köpa konkurrenternas konsoler.

## Spel
Super FX användes i bland annat Starwing där det ansvarade för spelets för tidens revolutionerande 3D-grafik. Chippet användes även ibland för att skapa mer avancerad 2D-grafik till exempel i Super Mario World 2: Yoshi's Island.